# اچ‌ام‌اس بارفلر (۱۸۹۲)
اچ‌ام‌اس بارفلر (۱۸۹۲) (به انگلیسی: HMS Barfleur (1892)) یک کشتی بود که طول آن ۳۶۰ فوت (۱۱۰ متر) بود. این کشتی در سال ۱۸۹۲ ساخته شد.